# Cambrian Bluff
Das Cambrian Bluff ist ein markantes Felsenkliff in der antarktischen Ross Dependency. Als südliches Ende der Holyoake Range in den Churchill Mountains ragt es an der Nordflanke des Nimrod-Gletschers auf.
Die Südgruppe der von 1960 bis 1961 dauernden Kampagne im Rahmen der New Zealand Geological Survey Antarctic Expedition benannte es so, weil das Kliff von großen Lagerstätten aus pinkfarbenem und weißem Marmor aus dem Kambrium durchzogen ist.